# جواو كامينغز
جواو كامينغز (بالإنجليزية: Jo Cummings)‏ هو لاعب كرة قدم بريطاني، ولد في 8 سبتمبر 1998 في شفيلد في المملكة المتحدة. لعب مع تشارلتون أثلتيك وشيفيلد يونايتد.

## وصلات خارجية
- جواو كامينغز على موقع قاعدة بيانات كرة القدم.إي يو (الإنجليزية)
- جواو كامينغز على موقع Soccerbase.com (لاعب) (الإنجليزية)